# 乙女の祈り (黛ジュンの曲)
「乙女の祈り」（おとめのいのり）は、1968年1月に黛ジュンが発売した3枚目のシングルである。

## 解説
- 橋幸夫と共演したハワイ100年祭記念映画『夜明けの二人』（松竹）の挿入歌となった。
- 1968年11月時点での売上は公称125万枚[1]。

## 収録曲
1. 乙女の祈り（3分00秒）
  - 作詞:なかにし礼／作曲・編曲:鈴木邦彦
2. 淋しくて　淋しくて（3分10秒）
  - 作詞:なかにし礼／作曲・編曲:鈴木邦彦

## カバー
| アーティスト | 収録作品                            | 発売日         | 規格品番   | 備考       |
| 乙女の祈り   | 乙女の祈り                          | 乙女の祈り     | 乙女の祈り | 乙女の祈り |
| ------------ | ----------------------------------- | -------------- | ---------- | ---------- |
| 山口百恵     | 青い果実/禁じられた遊び             | 1973年12月21日 | SOLL-57    |            |
| 天童よしみ   | よしみコレクション 〜歌心名曲選〜II | 2007年4月25日  | TECE-28690 |            |